# Psalteria
Psalteria —  чеський «середньовічний» фолк-гурт, що складався з чотирьох, іноді п'яти молодих жінок. Квартет або квінтет  публікувався з гаслом група середньовічних дам. Поряд із піснями німецькою, латинською та французькою мовами, доробок складається в основному з іспанських пісень. Psalteria популярна на німецькій середньовічній сцені. У січні 2007 року група розпалася. Учасники групи грають у окремих гуртах середньовічньої тематики BraAgas і Euphorica.  

## Дискографія
- 2001 Scalerica d'Oro
- 2004 Por La Puerta …
- 2005 Balabil